# Србија на Песми Евровизије 2016.
Србија је учествовала на Песми Евровизије 2016. која се одржала у Стокхолму, у Шведској. Србију је представљала Сања Вучић ZAA са песмом „Goodbye (Shelter)”.
Српски јавни сервис Радио-телевизија Србије (РТС) емитује Песму Евровизије и задужен је за одабир српских представника. РТС је потврдио своје учешће на Песми Евровизије 2016. 9. новембра 2015.
Жреб за полуфинале је одржан 25. јануара 2016. године и њиме је одлучено да ће Србија наступити у првој половини другог полуфинала. 13. маја, после конференције за штампу финалиста другог полуфинала, Сања Вучић је ижребала другу половину финала за Србију. Мало после тога је објављен редослед наступа за финале, у ком је одлучено да ће Србија наступити под редним бројем 15.

## Песма Србије за Европу
Ивана Петерс је Сањи Вучић понудила песму „Иза осмеха” пошто ју је видела како наступа за групом ZAA у емисији „Три боје звука” на РТС-у, коју је Сања и прихватила. Дана 5. марта 2016. године после објављених процурелих информација у таблоидима, Радио-телевизија Србије објавила је да ће Сања Вучић представљати Србију на Песми Евровизије у Стокхолму 2016. године под именом ZAA (промењено у Сања Вучић ZAA), са песмом „Goodbye (Shelter)”, енглеску верзију песме „Иза осмеха”, чија је ауторка Ивана Петерс. 7. марта је одржана конференција за штампу, после које је Сања отишла на снимање посебне емисије Песма Србије за Европу у којој је песма и представљена. Песма је тематски базирана на проблему насиља над женама. Песма је представљена у специјалном програму на РТС-у по називом Песма Србије за Европу која је емитована 12. марта 2021, а снимљена је 7. марта 2016.

## Пробе и наступи

### Изглед наступа
Режисер српског наступа је био Марко Новаковић, а кореографију је осмислио Сташа Станковић. Сценографија је била у црвеним и црним тоновима и веома мрачна, у складу са темом песме. На почетку се камера спушта са плафона и уноси Сањи у лице, док је позорница окружена светлима рефлектора који допиру из пода и стварају ефекат решетки затвора. Четири плесачице и пратећи вокали (Лена Кузмановић, Јелена Ђурић, Ива Плетикосић и Дуња Вујадиновић) у позадини плешу окупане црвеним светлом као да осећају бол. Током првог рефрена, Сањи прилази балетан (Милош Исаиловић) који током остатка наступа плеше као да наноси Сањи бол и позесиван је, док Сања покушава да се одбрани. Током целог наступа, Сања стоји на цвету црвене и црне боје чије латице подсећају на ножеве. Пре задњег рефрена, Сањине плесачице и пратећи вокали јој прилазе у солидарности, плесач се повлачи и ствара се „моменат Молитве”.

### Прва проба
Прву пробу је имала 4. маја 2016. године и добила је позитивне критике сајтова фанова Евровизије. Чланови агенције Wiwibloggs су истакли да је добро што је Сања оставила за собом „чудне покрете” које је имала у Песми Србије за Европу. Похваљени су њени вокали, као и изглед сценографије који добро илуструје поруку песме.

### Друга проба
Другу пробу је имала 7. маја 2016. године. Током ове пробе је коришћена одећа коју је Сања и носила током програма уживо за Песму Евровизије. Дизајнери костима су били студио Morfijum и Јелена Малешевић.

### Вече жирија другог полуфинала
11. маја 2016. у 17ч је одржана последња проба другог полуфинала пред вече жирија, на ком жири даје своје гласове. Истог дана у 21ч је почело вече жирија за друго полуфинале.Грејнџер, Ентони (11. 5. 2016). „Today: Day Ten – Semi Final Two – Jury Show”. eurovoix.com. Еurovoix. Приступљено 8. 1. 2022.

### Друго полуфинале
Сања је наступила у другом полуфиналу 12. маја 2016. под редним бројем 6, после представника Белорусије и пре представика Ирске. При крају вечери је откривено да се Србија пласирала у финале. После финала је откривено да је Србија била 10. у свом полуфиналу.

### Финале
Велико финале је одржано 14. маја 2016. и наступила је под редним бројем 15, после представника Кипра и пре представника Литваније. Током гласања жирија, Србија није добила 12 поена ни од једне државе и била је на 23. месту од 26 држава. Кад се прешло на откривање гласова публике, откривено је да је Србија добила 80 поена и 11. место публике. Свеукупно, „Goodbye (Shelter)” је завршила на 18. месту.

## Гласање
| Поени    | Телегласање              | Жири                                 |
| -------- | ------------------------ | ------------------------------------ |
| 12 поена | - Словенија - Швајцарска | Северна Македонија                   |
| 10 поена | Северна Македонија       |                                      |
| 8 поена  |                          | - Албанија - Бугарска                |
| 7 поена  |                          |                                      |
| 6 поена  | Италија                  |                                      |
| 5 поена  | Бугарска                 | - Белорусија - Италија - Летонија    |
| 4 поена  |                          |                                      |
| 3 поена  |                          | - Аустралија - Швајцарска - Украјина |
| 2 поена  | - Аустралија - Грузија   | Белгија                              |
| 1 поен   | Немачка                  | Пољска                               |

| Поени    | Телегласање                                                                                | Жири                              |
| -------- | ------------------------------------------------------------------------------------------ | --------------------------------- |
| 12 поена | - Босна и Херцеговина - Хрватска - Северна Македонија - Црна Гора - Словенија - Швајцарска |                                   |
| 10 поена |                                                                                            |                                   |
| 8 поена  |                                                                                            | Босна и Херцеговина               |
| 7 поена  |                                                                                            | Северна Македонија                |
| 6 поена  |                                                                                            | Црна Гора                         |
| 5 поена  |                                                                                            | - Бугарска - Словенија            |
| 4 поена  | - Аустрија - Италија                                                                       |                                   |
| 3 поена  |                                                                                            |                                   |
| 2 поена  |                                                                                            | - Хрватска - Уједињено Краљевство |
| 1 поен   |                                                                                            |                                   |

#### Поени које је доделила Србија
| Поени    | Телегласање        | Жири               |
| -------- | ------------------ | ------------------ |
| 12 поена | Северна Македонија | Северна Македонија |
| 10 поена | Белгија            | Украјина           |
| 8 поена  | Бугарска           | Албанија           |
| 7 поена  | Аустралија         | Израел             |
| 6 поена  | Украјина           | Словенија          |
| 5 поена  | Белорусија         | Литванија          |
| 4 поена  | Словенија          | Аустралија         |
| 3 поена  | Норвешка           | Грузија            |
| 2 поена  | Грузија            | Бугарска           |
| 1 поен   | Пољска             | Пољска             |

| Поени    | Телегласање | Жири                 |
| -------- | ----------- | -------------------- |
| 12 поена | Русија      | Украјина             |
| 10 поена | Мађарска    | Малта                |
| 8 поена  | Бугарска    | Литванија            |
| 7 поена  | Украјина    | Израел               |
| 6 поена  | Аустралија  | Аустралија           |
| 5 поена  | Белгија     | Холандија            |
| 4 поена  | Хрватска    | Бугарска             |
| 3 поена  | Кипар       | Јерменија            |
| 2 поена  | Јерменија   | Уједињено Краљевство |
| 1 поен   | Шведска     | Русија               |

#### Детаљни резултати гласања Србије
Чланови српског жирија су били:
- Слободан Марковић (председник жирија) – композитор, кондуктер за Југославију на Песми Евровизије 1991.
- Никола Ћутурило (Чутура) – композитор, текстописац, гитариста, певач
- Владимир Граић – композитор, написао победничку песму Евровизије 2007.
- Мари Мари – певачица, композиторка, текстописац
- Ана Миленковић – певачица

| Р. бр. | Држава             | Жири          | Жири   | Жири     | Жири      | Жири          | Жири   | Жири  | Телегласање | Телегласање |
| Р. бр. | Држава             | С. Маринковић | Чутура | В. Граић | Мари Мари | А. Миленковић | Просек | Поени | Место       | Поени       |
| ------ | ------------------ | ------------- | ------ | -------- | --------- | ------------- | ------ | ----- | ----------- | ----------- |
| 01     | Летонија           | 14            | 15     | 5        | 11        | 10            | 11     |       | 13          |             |
| 02     | Пољска             | 13            | 14     | 13       | 5         | 9             | 10     | 1     | 10          | 1           |
| 03     | Швајцарска         | 17            | 9      | 12       | 9         | 13            | 14     |       | 15          |             |
| 04     | Израел             | 5             | 3      | 3        | 6         | 6             | 4      | 7     | 12          |             |
| 05     | Белорусија         | 12            | 13     | 15       | 16        | 14            | 15     |       | 6           | 5           |
| 06     | Србија             |               |        |          |           |               |        |       |             |             |
| 07     | Ирска              | 8             | 16     | 16       | 13        | 17            | 16     |       | 17          |             |
| 08     | Северна Македонија | 1             | 2      | 1        | 1         | 2             | 1      | 12    | 1           | 12          |
| 09     | Литванија          | 7             | 8      | 6        | 8         | 3             | 6      | 5     | 11          |             |
| 10     | Аустралија         | 6             | 11     | 8        | 7         | 11            | 7      | 4     | 4           | 7           |
| 11     | Словенија          | 9             | 4      | 4        | 4         | 8             | 5      | 6     | 7           | 4           |
| 12     | Бугарска           | 11            | 10     | 11       | 10        | 7             | 9      | 2     | 3           | 8           |
| 13     | Данска             | 16            | 17     | 17       | 17        | 16            | 17     |       | 14          |             |
| 14     | Украјина           | 2             | 1      | 9        | 2         | 1             | 2      | 10    | 5           | 6           |
| 15     | Норвешка           | 15            | 6      | 7        | 12        | 15            | 13     |       | 8           | 3           |
| 16     | Грузија            | 4             | 5      | 10       | 15        | 12            | 8      | 3     | 9           | 2           |
| 17     | Албанија           | 3             | 7      | 2        | 3         | 4             | 3      | 8     | 16          |             |
| 18     | Белгија            | 10            | 12     | 14       | 14        | 5             | 12     |       | 2           | 10          |

| Р. бр. | Држава               | Жири          | Жири   | Жири     | Жири      | Жири          | Жири   | Жири  | Телегласање | Телегласање |
| Р. бр. | Држава               | С. Маринковић | Чутура | В. Граић | Мари Мари | А. Миленковић | Просек | Поени | Место       | Поени       |
| ------ | -------------------- | ------------- | ------ | -------- | --------- | ------------- | ------ | ----- | ----------- | ----------- |
| 01     | Белгија              | 23            | 10     | 10       | 12        | 7             | 13     |       | 6           | 5           |
| 02     | Чешка                | 17            | 19     | 17       | 23        | 22            | 21     |       | 24          |             |
| 03     | Холандија            | 10            | 5      | 9        | 13        | 6             | 6      | 5     | 18          |             |
| 04     | Азербејџан           | 11            | 16     | 15       | 22        | 21            | 17     |       | 21          |             |
| 05     | Мађарска             | 20            | 21     | 18       | 21        | 20            | 22     |       | 2           | 10          |
| 06     | Италија              | 14            | 12     | 11       | 4         | 19            | 12     |       | 15          |             |
| 07     | Израел               | 8             | 2      | 2        | 14        | 5             | 4      | 7     | 16          |             |
| 08     | Бугарска             | 6             | 14     | 4        | 8         | 14            | 7      | 4     | 3           | 8           |
| 09     | Шведска              | 22            | 22     | 24       | 20        | 24            | 25     |       | 10          | 1           |
| 10     | Немачка              | 24            | 23     | 19       | 15        | 23            | 23     |       | 23          |             |
| 11     | Француска            | 19            | 18     | 22       | 16        | 13            | 19     |       | 12          |             |
| 12     | Пољска               | 9             | 15     | 16       | 9         | 10            | 11     |       | 13          |             |
| 13     | Аустралија           | 3             | 6      | 8        | 7         | 8             | 5      | 6     | 5           | 6           |
| 14     | Кипар                | 12            | 20     | 23       | 19        | 17            | 20     |       | 8           | 3           |
| 15     | Србија               |               |        |          |           |               |        |       |             |             |
| 16     | Литванија            | 7             | 8      | 7        | 3         | 2             | 3      | 8     | 20          |             |
| 17     | Хрватска             | 15            | 24     | 13       | 24        | 11            | 18     |       | 7           | 4           |
| 18     | Русија               | 13            | 11     | 6        | 11        | 15            | 10     | 1     | 1           | 12          |
| 19     | Шпанија              | 4             | 17     | 20       | 10        | 16            | 15     |       | 14          |             |
| 20     | Летонија             | 16            | 13     | 5        | 17        | 12            | 14     |       | 19          |             |
| 21     | Украјина             | 1             | 1      | 3        | 1         | 1             | 1      | 12    | 4           | 7           |
| 22     | Малта                | 2             | 3      | 1        | 2         | 3             | 2      | 10    | 22          |             |
| 23     | Грузија              | 25            | 9      | 21       | 5         | 18            | 16     |       | 17          |             |
| 24     | Аустрија             | 18            | 25     | 25       | 18        | 25            | 24     |       | 11          |             |
| 25     | Уједињено Краљевство | 5             | 4      | 12       | 25        | 9             | 9      | 2     | 25          |             |
| 26     | Јерменија            | 21            | 7      | 14       | 6         | 4             | 8      | 3     | 9           | 2           |